# Molnár Miklós (gazdasági író)
Molnár Miklós, Löwinger (Szilágycseh, 1922. január 4. – Kolozsvár, 1959. április 20.) erdélyi magyar gazdasági szakíró.

## Életútja, munkássága
A kolozsvári Izraelita Koedukációs Gimnáziumban érettségizett (1942). Munkaszolgálatos, családját deportálták (1944). Felsőbb tanulmányait a Bolyai Tudományegyetem közgazdasági karán fejezte be (1946), itt kezdte előadótanári pályáját. Doktori címet szerzett Adam Smith és Friedrich List hatása az erdélyi közgazdasági eszmékre c. disszertációjával (Kolozsvár, 1947). A Korunk és a Probleme Economice munkatársa. A kolozsvári magyar és román egyetem erőszakos egyesítésének időszakában Szabédi Lászlót követve öngyilkos lett.

## Kötete
- Az iparfejlesztés kérdése Erdélyben 1848 előtt (Gazdaságtörténeti Tanulmányok 5. 1957).